# 周受資
周受資（ショウ・ジ・チュウ、簡体字: 周受资;英語: Shou Zi Chew、1983年1月1日 - ）はシンガポールの事業経営者。2021年より、中国のテクノロジー企業ByteDance所有のオンラインビデオプラットフォームであるTikTokの最高経営責任者（CEO）を務めている。

## 生い立ちと教育
1983年1月1日、シンガポールの華人家庭に生まれた。周の父親は建築現場に勤務しており、母親は簿記係をしていたと報じられている。Hwa Chong Institution（新加坡华侨中学）卒業後、周はシンガポールの義務兵役であるナショナルサービス（NS）で軍務に就き、シンガポール空軍の士官を務めていた。 
兵役後、イギリスのユニバーシティ・カレッジ・ロンドンにて学び、経済学の学士号を取得して2006年に同校を卒業した。2010年にはハーバード・ビジネス・スクールにて経営学の修士課程を修了した。修士課程の途中では上場前のFacebookにて夏季インターンシップも修了した。

## キャリア
2006年にユニバーシティ・カレッジ・ロンドンを卒業後、周は銀行員としてゴールドマン・サックスのロンドンオフィスに2年間勤め、その後ユーリ・ミルナーのベンチャー企業であるDST Globalに入社した。DST GlobalではJD.comやアリババ、シャオミへの投資を主導した。また、2013年にはByteDance内の早期投資家チームも主導した。
2015年、最高財務責任者としてシャオミに入社。2019年にはシャオミの海外事業本部長に就任。
2021年3月、最高財務責任者としてByteDanceに入社。その後、3ヶ月で退任したケビン・メイヤーの後任としてTikTokのCEOに就任した。
2023年3月、アメリカ合衆国内でのTikTok禁止実現に向けた立法努力に関して、アメリカ合衆国議会にて証言した。2024年1月、アメリカ合衆国上院司法委員会での子どもオンライン安全法（KOSA）に関連した公聴会にて、再び証言を行った。
2024年、TikTokがメインスポンサーとなっているメットガラ2024の名誉議長に就任。また、アメリカの非営利団体Gold Houseが発表する「The Most Impactful Asians in 2024」（2024年、最も影響力のあるアジア人）の一人として選出された。2024年4月24日には、アメリカ大統領ジョー・バイデンが国家安全保障法案に署名し、これによりアメリカ国内でTikTokの禁止は免れないだろうと主張した。
2025年1月20日、TikTokの禁止を延期する意向を示した次期アメリカ合衆国大統領であるドナルド・トランプの招待で2025年ドナルド・トランプ大統領就任式に出席し、トランプは就任初日にTikTokの禁止措置を75日間延期する大統領令に署名した。

## プライベート
周は台湾系アメリカ人のビビアン・カオと結婚している。二人は2008年、ハーバード・ビジネス・スクール在学中に知り合った。二人の子どもがおり、シンガポール在住である。